# Pujehun (huyện)

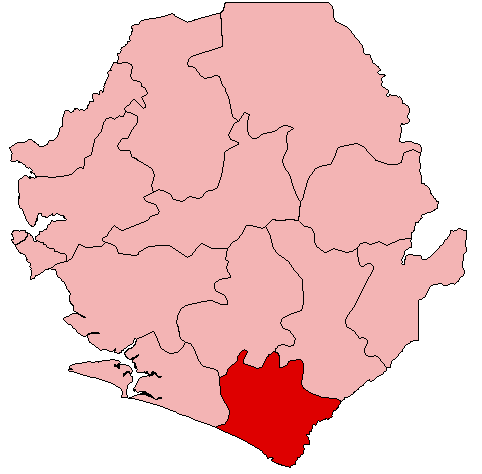
Vị trí của huyện Pujehun ở Sierra Leone

Huyện Pujehun là một huyện ở tỉnh Nam của Sierra Leone. Thủ phủ và là thành phố lớn nhất là Gandorhun. Dân số ước tính năm 1997 là 262.073 người  Lưu trữ ngày 25 tháng 3 năm 2012 tại Wayback Machine.
Huyện này giáp Đại Tây Dương về phía tây nam, Cộng hòa Liberia về phía đông nam, huyện Kenema về phía đông bắc, huyện Bo về phía bắc và huyện Bonthe về phía tây. Diện tích là 4.105 km² và gồm 12 chiefdom. Đa số dân số huyện này là nhóm dân tộc Mende.
Theo điều tra dân số năm 2004, ước tính dân số của huyện Pujehun là 228.392 người. 
Nền kinh tế hyện này dựa vào khai thác kim cường, trồng ca cao, cà phê..
Bản mẫu:Districts of Sierra Leone